# Sehnsüchtig
Sehnsüchtig von Regisseur Paul McGuigan ist eine Neuverfilmung des französischen Überraschungserfolgs Lügen der Liebe (L’appartement) aus dem Jahr 1996.

## Handlung
Matthew hat in der Tänzerin Lisa seine große Liebe gefunden. Er gesteht ihr, dass er für immer mit ihr zusammenleben möchte. Am nächsten Tag ist Lisa verschwunden.
Als er sie zwei Jahre später in einem Lokal in seiner Heimatstadt Chicago zu erkennen glaubt, sie aber fluchtartig verschwindet, ohne ihn bemerkt zu haben, folgt er ihren Spuren. Eine Karte und ein anderer Mann führen ihn zu einer Wohnung, scheinbar voll von Lisas Habseligkeiten und bewohnt von einer Frau namens Lisa. Doch diese Frau sieht ganz anders aus als die Lisa, welche er kennt. Eine peinliche Verwechslung mündet in eine gemeinsame Nacht, doch diese neue Lisa verbirgt ein Geheimnis, u. a. dass ihr wahrer Name Alex ist. 
Es stellt sich durch Rückblenden heraus, dass Alex und Lisa beste Freundinnen waren und auch Alex sich in Matthew verliebt hatte. Lisa hatte, bevor sie verschwand, Alex einen Brief gegeben, der für Matthew bestimmt war und in dem sie erklärte, unverzüglich für ein dringendes Engagement nach Paris gehen zu müssen, aber zurückkommen werde. Alex unterschlug den Brief an Matthew, und durch geschickte Intrigen war es ihr zugleich gelungen, Lisa davon zu überzeugen, dass Matthew bereits eine andere Freundin habe.
Als alles schließlich doch ans Tageslicht kommt, verpassen sich Matthew und Lisa knapp im Wicker Park, wo sie sich früher immer getroffen haben. Lisa ist im Begriff, für immer nach Europa zu ziehen. Die beiden treffen sich jedoch im letzten Moment am Flughafen wieder.

## Kritiken
„This is a smart movie, full of astonishing reverses and switchbacks, and it adroitly walks the thin line between too clever by half and not clever enough by three-quarters. (Übersetzung: Ein gerissener Film, voll von überraschenden Rückblenden, und er meistert geschickt den dünnen Grat zwischen oberschlau und nicht schlau genug.)“

„Von drei Frauen geliebt, taumelt Hollywood-Herzensbrecher Josh Hartnett ('Pearl Harbor') in ein Abenteuer um Leidenschaft, Verrat und Geheimnisse, das mit dramaturgischer Originalität und Emotionalität als ideales Date-Movie ein großes Publikum verdient. … Hollywoods Antwort auf die französische Amour fou 'Lügen der Liebe' übernimmt die Handlungslinie und die verschachtelte Struktur des Originals, reduziert aber dessen verstörende Komponente. Trotzdem ist 'Sehnsüchtig' das seltene Beispiel eines gelungenen Remakes, in dem Josh Hartnett zwar etwas blass bleibt, Kollegin Rose Byrnes Darstellung aber emotional in allen Facetten schillert.“

## Auszeichnungen
Der Film wurde 2004 für eine Auszeichnung beim Montréal World Film Festival in der Kategorie Grand Prix des Amériques nominiert.
Die Deutsche Film- und Medienbewertung FBW in Wiesbaden verlieh dem Film das Prädikat wertvoll.

## Trivia
Josh Hartnett war nicht die Erstbesetzung, vor ihm waren bereits Brendan Fraser, Freddie Prinze junior und Paul Walker im Gespräch gewesen. Letzterem war die Teilnahme wegen der Dreharbeiten zu 2 Fast 2 Furious nicht möglich. Außerdem war auch Joel Schumacher als Regisseur im Gespräch.
Das Restaurant, welchem eine zentrale Rolle im Film zufällt, heißt Bellucci, was ein Hinweis auf die Hauptdarstellerin von Lügen der Liebe – Monica Bellucci – ist.
Im Soundtrack des Films sind die Lieder Maybe Tomorrow von den Stereophonics und The Scientist von Coldplay enthalten.